# 甘露寺前站
甘露寺前站（日语：／ Kanrojimae eki */?）是位於和歌山縣紀之川市貴志川町長原，屬於和歌山電鐵的貴志川線車站。車站編號為「13」。

## 歷史
- 1933年（昭和8年）8月18日 - 和歌山鐵道伊太祁曾站至貴志站之間開通，此站啟用。
- 1957年（昭和32年）11月1日 - 公司合併至和歌山電氣軌道，成為和歌山電氣軌道鐵道線車站。
- 1961年（昭和36年）11月1日 - 與南海電氣鐵道合併，成為南海電氣鐵道貴志川線車站。
- 2006年（平成18年）4月1日 - 和歌山電鐵繼承貴志川線，成為和歌山電鐵貴志川線車站。

## 車站構造
本站是地面車站，設有1面1線的單式月台。此站曾設有1面2線的島式月台。此站現時為無人車站，沒有設置自動售票機和自動閘機，也不可使用Surutto KANSAI對應的車票。站内設有廁所。

## 利用狀況
在2019年（令和元年）度，此站1日平均上下車人次為564人。
以下為各年度1日平均上下車人次列表。
| 年度   | 1日平均 上下車人次 |
| ------ | ------------------ |
| 1980年 | 1,063              |
| 1985年 | 424                |
| 1990年 | 372                |
| 1995年 | 390                |
| 2000年 | 169                |
| 2001年 | 169                |
| 2002年 | 204                |
| 2003年 | 273                |
| 2004年 | 287                |
| 2005年 | 322                |
| 2006年 | 519                |
| 2007年 | 518                |
| 2008年 | 569                |
| 2009年 | 571                |
| 2010年 | 574                |
| 2011年 | 584                |
| 2012年 | 575                |
| 2013年 | 617                |
| 2014年 | 608                |
| 2015年 | 649                |
| 2016年 | 619                |
| 2017年 | 613                |
| 2018年 | 592                |
| 2019年 | 564                |

## 車站周邊
- 紀之川市立西貴志保育所
- 紀之川市立西貴志小學 （页面存档备份，存于）（日語）
- 紀之川市立貴志川中學（日语：紀の川市立貴志川中学校）
- 和歌山縣立貴志川高等學校（日语：和歌山県立貴志川高等学校）
- 貴志川生涯學習中心
- 甘露寺
- 隆昌寺
- 平池（日语：平池 (和歌山県)）（平池緑地公園）
- 前田池

## 巴士路線
- 紀之川市地域巡回巴士（日语：紀の川市地域巡回バス）

## 相鄰車站
和歌山電鐵
貴志川線
西山口（11）－甘露寺前（13）－貴志 (14)

## 注腳
1. ↑  令和元年度和歌山県公共交通機関等資料集PDF（日語）

## 外部連結
- 甘露寺前站（不同站的時間表）PDF（日語） - 和歌山電鐵